# ArGo Airways
ArGo Airways war eine griechische Fluggesellschaft mit Sitz in Volos. Sie wurde 2009 gegründet und stellte den Betrieb 2010 wieder ein. Sie besaß während ihrer Betriebszeit ein Wasserflugzeug vom Typ de Havilland Canada DHC-3. 